# メイリ (北欧神話)
メイリ（古ノルド語:  Meili, 「気高く美しい者」）とは、北欧神話に登場する神でオーディンの息子のひとりでありトールの兄弟である。メイリは13世紀に古い伝説を編集した「古エッダ」と、スノッリ・ストゥルルソンによって13世紀に書かれた「スノッリのエッダ」によって裏付けられる。いずれの出典においても、オーディンやトールとの関係以外に追加される情報はない。

## 証明
「古エッダ」の「ハールバルズの歌」でのメイリが受ける言及はただ1つ、すなわち神のトールがたとえ自身は放浪の身であっても、自分がオーディンの息子で、メイリの兄で、マグニの父であることが、彼の名と故郷を明らかにするだろうと宣言する場面だけである。
「詩語法」ではメイリは4カ所確認できる。17章では10世紀にスカルド詩人フヴィンのショーゾールヴルが著した「長き秋」からの引用で、トールは「メイリの兄弟（Meila blóða）」と言及されている。22章ではさらに「長き秋」からヘーニルを表すケニングとして「義理のメイリ（fet-Meila）」が引用される。23章でもフヴィンのショーゾールヴの作品からの引用でトールを「メイリの兄弟」と呼んでいることが示される。75章でメイリはアース親族の一覧の中にバルドルとヴィーザルの間にオーディンの息子として名前を挙げられる。

## 評価
19世紀の学者はメイリの母を女神で大地の化身ヨルズであると提案した 。また19世紀の間、ヴィクトル・リュードベリはバルドルとメイリを同一人物であると理論づけた。